# 諾曼語
诺曼语（Normaund；法語： [nɔʁmɑ̃] ⓘ），亦称诺曼法语，是羅曼語族的一种语言，分布于法国诺曼底地区及英属海峡群岛，是奥依語最重要的语言之一。但现已被联合国教科文组织列入濒危语言名单，使用人數不明，有滅絕的可能。

## 歷史
北歐來的入侵者抵達後來被稱為諾曼底的地區後，他們逐步採用當時高盧-羅曼人所說的語言。然而，在這兩種情況下，統治者亦為所屬地區的語言提供了他們自己的語言元素。
在諾曼底，新的諾曼語言繼承了從斯堪的納維亞語的詞彙。對音韻學的影響是比較有爭議的，雖然有人認為，在諾曼語中保留的辅音音素/h/和/k/是由於斯堪的納維亞的影響。
自诺曼征服英格兰後，大量的法語詞語透過統治階層所說的諾曼語被輸出至英語中，對英語的詞彙造成深遠的影響。